# Munditia serrata
Munditia serrata es una especie de molusco gasterópodo de la familia Liotiidae. 

## Distribución geográfica
Se encuentra en Little Barrier Island de  Nueva Zelanda.